# Folklore (álbum de Pez)
Folklore es el séptimo disco de Pez, grupo de rock argentino. Fue grabado y mezclado en los Estudios TNT entre febrero y abril de 2004 y editado por el propio grupo mediante su propio sello independiente Azione Artigianale.
El ingeniero de grabación y mezcla, además coproductor del disco, fue Mauro Taranto. Fue masterizado por Mario Breuer. El diseño pertenece a Hernán. El dibujo de tapa se llama "Lo que crece y se mueve progresivamente, es derretido por el caos que baja y se abre camino en armonía" y es obra de Alejandro Leonelli.

## Canciones
1. Por siempre (4:55)
  - Letra y música: Ariel Minimal
2. Maldición (3:20)
  - Letra y música: Ariel Minimal
3. 20 días sin dormir (4:07)
  - Letra: Ariel Minimal
  - Música: Leopoldo Pepo Limeres
4. Sus alas no vuelan, ya no puede volar (3:01)
  - Letra y música: Ariel Minimal
5. Barcos (3:57)
  - Letra y música: Ariel Minimal
6. Aprender, comprender, facultarse, darse cuenta (6:07)
  - Letra y música: Ariel Minimal
7. Faltan miles de años más (3:31)
  - Letra: Ariel Minimal
  - Música: Franco Salvador, Ariel Minimal
8. Lo verás reír (3:40)
  - Letra: Ariel Minimal
  - Música: Franco Salvador
9. Caminar (2:31)
  - Letra y música: Ariel Minimal
10. La escuelita del Sr. Extraño (3:38)
  - Letra: Fabián Casas
  - Música: Ariel Minimal
11. Buda: Cumpleaños (2:15)
  - Letra: Fabián Casas
  - Música: Ariel Minimal, Franco Salvador
12. Buda: Labrador (3:05)
  - Música: Ernesto Romeo
13. Buda: Superjuguetes (3:07)
  - Letra: Fabián Casas
  - Música: Ernesto Romeo
14. Respeto (5:17)
  - Letra: Ariel Minimal
  - Música: Ariel Minimal, Franco Salvador, Gustavo Fósforo García
15. Ushuaia (4:38)
  - Música: Gustavo Fósforo García

## Personal

### Pez
- Ariel Minimal: voz, guitarras, piano eléctrico.
- Gustavo Fósforo García: bajo
- Franco Salvador: batería
- Leopoldo Pepo Limeres: piano eléctrico.
- Ernesto Romeo: sintetizadores, órgano, mellotron, clavinet, ensambles.

### Músicos invitados
- Gerardo Rotblat: percusión
- Tomás Queirel: flauta traversa

## Datos
- El disco retrasó dos veces su grabación. Primero, por los viajes del tecladista Ernesto Romeo con su grupo Klauss. Y luego, porque el baterista Franco Salvador contrajo mononucleosis. En este lapso, Ariel Minimal registró su primer disco solista, donde grabó una canción que iba a ser editada en este disco: "Recordar Es Aprender".

- Las letras de la suite "Buda" fueron escritas el mismo día de la grabación por el poeta Fabián Casas.
- "Respeto" fue compuesta en 2001, e iba a ser grabada como parte del disco conceptual no concretado Paz, amor, libertad, respeto.

- Datos: Q5863492